# La Zafra
La Zafra (en valenciano La Safra) es una pedanía del término de Villena (Alicante), en la comarca del Alto Vinalopó. La población experimentó un notable receso a partir de 1970, en que contaba con 235, hasta la actualidad, en que hay censadas 12 personas, aunque la población estable suele ser de una o dos familias.

## Geografía física

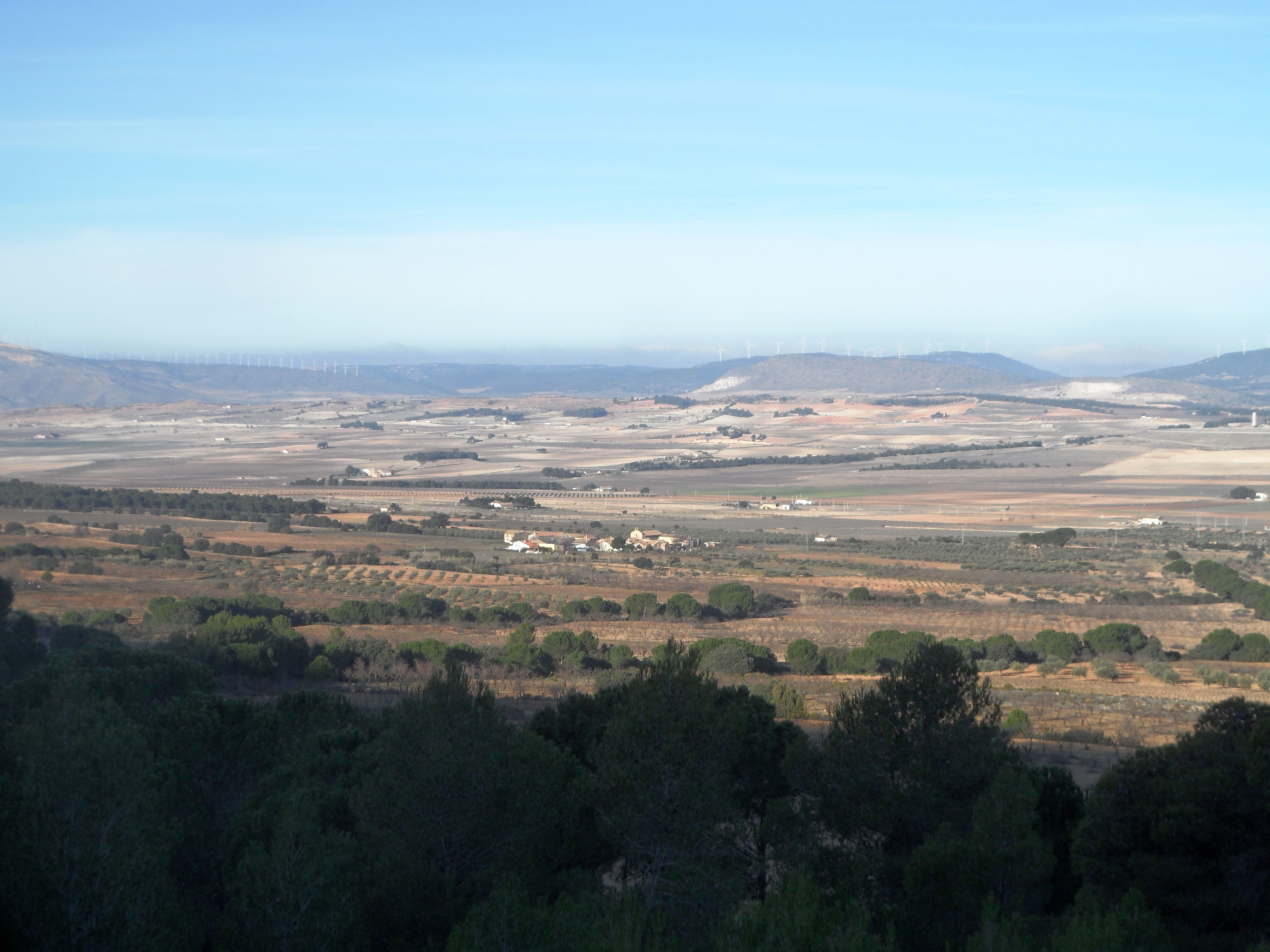
Vista del valle de los Alhorines; en el centro, La Zafra.

Está situada en medio del Valle de los Alhorines, a los pies del Alto de la Zafra, uno de los puntales de la Solana, en las estribaciones de la Sierra de Benejama. El núcleo está situado en una zona de huertas, con poblamiento diseminado en casas de campo o masías. Estas tierras se han dedicado al cultivo de cereales y el pastorio al menos desde época andalusí. De su importancia agrícola da fe el mismo término Alhorines, que proviene del árabe الهري (al-horī) y significa alfolí o granero. La aldea está formada por aproximadamente 15 casas, algunas de ellas reformadas recientemente ya que la población aumenta los meses de verano. En 2002 se descubrió una población de biscutella dufourii, la única de la provincia de Alicante y la más meridional, y en 2007 se encontró una importante población de campanula mollis, una pequeña planta anual.

## Historia
La zona de los Alhorines, donde se asienta la población, ha estado ocupada de la Edad del Bronce. Por aquí pasaba la antigua Vía Heráklea, que los romanos pavimentaron y renombraron como Vía Augusta, restos de la cual todavía son visibles en las cercanías de la pedanía. El valle ha sido causa de conflictos entre Villena, Caudete y Onteniente desde el siglo XIII hasta principios del XVIII, cuando Felipe V deslindó los términos. La partida aparece citada en varias ocasiones en la Relación enviada a Felipe II en 1575 con la grafía «la Çafra», nombre que proviene del árabe صخرة ṣaḫratu, «peña». Aparece además, mención a los conflictos de los Alhorines en la respuesta al capítulo 37. En el Diccionario de Madoz (1845-1850) aparece la siguiente descripción de La Zafra:

Cas[erío] de la prov[incia] de Alicante [...] y térm[ino] jurisd[iccional] de Villena. Sit[uado] al NE. de la misma c[iudad], á la dist[ancia] de 4 leg[uas]. Comprende 10 casas de campo todas agrupadas y el terreno que constituye su dotacion apenas legará á 400 fan[egas]; es de inferior calidad, y su principal cosecha consiste en vino : en este part[ido] se conserva algun pinar de propiedad particular.
Diccionario de Madoz

Durante la Guerra Civil, gran parte de los más de 3000 refugiados que llegaron a Villena fueron instalados en La Zafra y sus cercanías. La población empezó a descender a partir de la década de 1970 debido al empuje del éxodo rural. En 2004 comenzó a hablarse sobre la posibilidad de instalar un centro de primates en la La Zafra, hecho que contó con un considerable rechazo popular y del PP, entonces en la oposición. Finalmente, la instalación fue aprobada en la Sierra de Salinas a finales de 2008.

## Patrimonio

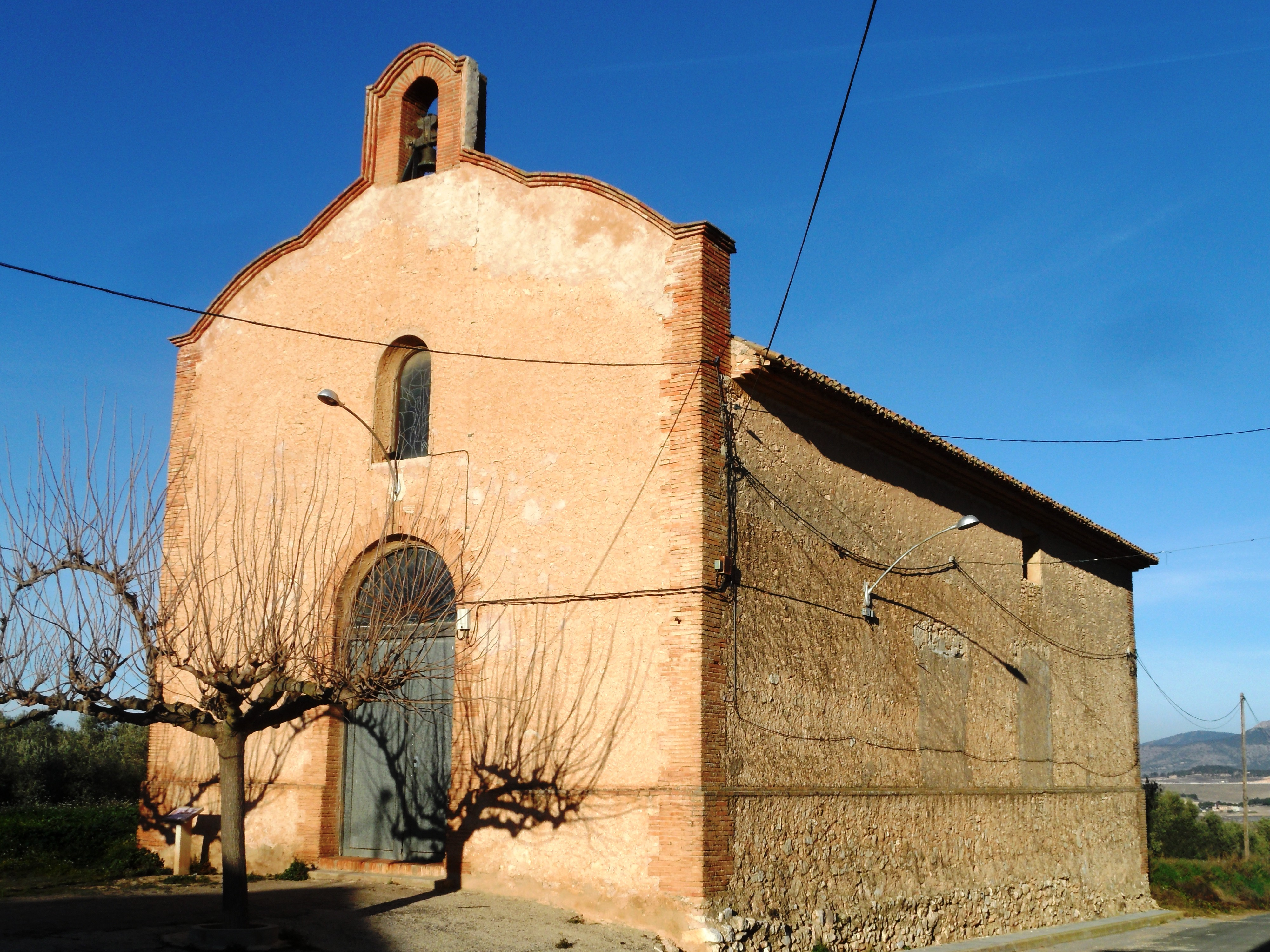
Ermita de San Isidro Labrador.

- Ermita de San Isidro Labrador: Es un edificio sencillo con una espadaña de ladrillo, ya mencionado en 1780 como anejo de la feligresía de Santiago Apóstol de Villena.[13] En ella empezaron a celebrarse los oficios del este del valle (La Gloria) tras el abandono de la Ermita de Nuestra Señora del Pilar.[14] Está catalogado como Bien de Relevancia Local.[3]
- Vía Augusta: Cerca de la pedanía circulaba la antigua Vía Augusta, de la que todavía quedan pequeños fragmentos visibles a lo largo de la senda moderna que la recorre,[2] que estaba habilitada entre La Zafra y San Juan del Pas (Traiguera, Castellón) en 2010.[15]

## Cultura
Los habitantes de la Zafra hablan valenciano dada la proximidad física a los términos y núcleos de población de Fuente la Higuera  y Fontanares (ambas localidades situadas a 8 km de distancia aproximadamente), pese a pertenecer a Villena, núcleo del cual dista algo más de 22 km.